# 海平和
海平 和（うみひら なごみ、1987年4月27日 - ）は、京都放送（KBS京都）の女性アナウンサー。
愛称は「なごみん」。

## 経歴・人物
京都府京都市出身。同志社中学校・高等学校、同志社大学経済学部卒業。京都美少女図鑑の元2号メンバー no. 0018。同志社大学在学中に司会者養成講座を受講したことで、本格的にアナウンサーを志望するようになる。
2010年に京都放送入社。
番組内では、まったたくモテないと述べていたが2022年4月18日、本人のインスタグラムで、15日に一般男性と結婚したことを報告した。アナウンサー活動は今後も継続する。
2023年12月28日、第1子の長男を出産。

## 現在の出演番組

### テレビ
- Kyobiz→きょうと経済テラス　キュンと！
- 京都ライブ!
- 京都新聞ニュース→KBS京都ニュース
- スポーツ中継レポーター
- 京是好日

### ラジオ
- なごみのはんなり京めぐり
- ま～ぶる！（月）ファミリーレストランと海平和のめちゃうま!
- 京都四季彩
- 京都新聞ニュース→KBS京都ニュース

## 過去の出演番組

### テレビ
- 私立中学高等学校ガイド
- 私立中学高等学校ガイド2013
- 四季の福知山
- 京プラス
- 第3回JRA京都競馬場大運動会〜走って挑戦！馬の気持ちがよくわかる！？〜[12]
- 谷口な夜90分スペシャル秋を感じて!生放送!
- 谷口キヨコの今年もしゃべりっぱなし３６５！！
- なごみのお願い〜地デジ・最後の終了対策ドラマ
- やっぱりテレビや!すっきり地デジで祇園花月中継!
- 2011 祇園祭 山鉾巡行リポーター
- 2012 祇園祭 山鉾巡行リポーター
- あの感動をもう一度・2012祇園祭山鉾巡行ダイジェスト リポーター
- 生中継・五山の送り火 2010 「あなたに送るメッセージ」リポーター
- 生中継 五山の送り火2011 あなたに送るメッセージ
- 生中継 五山送り火2012
- 五山送り火2013リポーター
- ぽじポジたまご
- 報道特別番組2011統一地方選挙開票速報
- 未来26
- 飛翔☆未来へ向かって 「京都市中学校春季総合体育大会2012」
- 京bizS
- 日本ふるさと百景 「京都編」
- 2012ダンスフェアイン京都 「明日という日が」
- やのぱんの生活情報部
- 日本ふるさと百景 「京都編2」
- なでしこレーサーNO.1は誰だ? GI第27回女子王座決定戦 直前SP!
- トクするテレビ 京都ふらり〜
- オードリーさん、ぜひ会って欲しい人がいるんです!（中京テレビ）、2014年12月30日[13]2018年5月5日[14])
- PG
- みんなの京都ふらりー
- きらきん！
- 第99回全国高等学校サッカー選手権大会　1回戦2回戦リポーター
- 京スポ
- newsフェイス

### ラジオ
- 星空のランデヴー
- 妹尾和夫のパラダイスKyoto
- いくよ・くるよのはりきりフライデー60
- 森谷威夫のお世話になります!!
- 報道特番「2011統一地方選挙開票速報」
- サンクス60思い出のラジオ
- Sanga Today
- 世界のこだま
- なごみんFeeling
- なごみんピルエット♪
- 銀シャリの炊きたてふっくらじお
- 伊舞なおみのみんながメダリスト
- 歌のない歌謡曲
- 鋭ちゃん順子のさざなBeゲーション
- 日曜ワイド われら夢の途中、鋭ちゃん順子のさざなBeゲーション
- アイドル M・BOX
- サンクス61 2012年もお世話になりました！
- いくよくるよの春の"どやさ"Special！
- 日曜ワイド われら夢の途中 〜きっづ光科学館ふぉとん
- 京の花・まつり・歳時記〜京都四季彩〜
- 「にそと開通直前だよ!全員集合!」公開生放送
- 京都歌小路上ル下ル
- 山崎弘士のGOGOリクエスト「売り切れご免！山ちゃん商店」
- つボからボイン
- サンクス62
- サンクス63
- サンクス64
- サンクス65
- サンクス66
- サンクス67
- サンクス68 総合司会
- サンクス69
- 栢木寛照 熱血説法 こころのラジオ

## CM
- 若者移住・移住促進スポットCM「結論、京都市。」（2024年9月2日 - 、京都市）- 弓木奈於（乃木坂46）との共演[15]